# Guanxia Miaozuxiang
Guanxia Miaozuxiang är en ort i Kina. Den ligger i provinsen Hunan, i den södra delen av landet, omkring 320 kilometer sydväst om provinshuvudstaden Changsha. Antalet invånare är 980.
Runt Guanxia Miaozuxiang är det ganska tätbefolkat, med 96 invånare per kvadratkilometer. Närmaste större samhälle är Maoping, 14,7 km öster om Guanxia Miaozuxiang. I omgivningarna runt Guanxia Miaozuxiang växer i huvudsak blandskog.
Genomsnittlig årsnederbörd är 1 741 millimeter. Den regnigaste månaden är maj, med i genomsnitt 246 mm nederbörd, och den torraste är december, med 65 mm nederbörd.